# Fabrica de Țigarete din Sfântu-Gheorghe
Fabrica de Țigarete din Sfântu-Gheorghe este una dintre fabricile simbol ale orașului Sfântu-Gheorghe, având o vechime de peste o sută de ani.
Este deținută de compania Galaxy Tobacco.
Istoria Fabricii de Țigarete datează din 18 noiembrie 1897.
Fabrica funcționa la vremea respectivă în clădirea actualei primării din Sfântu Gheorghe, dezvoltarea sa având loc după Cel de-al Doilea Război Mondial.
La început, activitatea era profilată pe confecționarea țigărilor de foi, sortimente ce s-au diversificat în permanență.
Profilul arhitectural specific și structura de rezistență a clădirilor din complexul fabricii au făcut ca acestea să fie înscrise în rândul monumentelor istorice ca „Monument al Tehnicii”.
Fabrica a produs mărcile de țigări Carpați, Snagov și Mărășești.
În vremurile bune, fabrica avea 650 de angajați și producea zilnic între 22 și 26 de milioane de țigarete.
Fabrica și-a suspendat activitatea pe 21 decembrie 2010, când mai avea 84 de angajați.